# Louis Armand de Simiane de Gordes
Pour les autres membres de la famille, voir Famille de Simiane.
Louis Marie Armand de Simiane de Gordes, évêque de Langres, ecclésiastique français du XVIIe siècle.

## Biographie
Quatrième fils de Guillaume de Simiane et de Gabrielle de Pontevès, abbé de Saint-Vincent de Senlis, de Saint-Ave d'Amiens, prieur de Saint-Lô de Rouen et de Corces, il dut laisser à Jean-Baptiste de Saint-Félix, gentilhomme de la chambre du roi, la jouissance de l'abbaye de la Roë pendant six mois d'interrègne. Il fut premier aumônier de la reine,  et enfin consacré évêque de Langres le 30 novembre 1671. En 1689, il fit interner à l'abbaye de la Roë, Jacques de Simiane, marquis de Gordes, son neveu, et l'un des religieux qui avait mission de l'incliner au mariage.
Après la mort de l'abbé à Paris, le 21 novembre 1695, à la fin de l'Assemblée du clergé, les scellés furent mis sur le chartrier de la Roë. Il fut inhumé dans le séminaire de Saint-Sulpice.

## Sources
- Ressource relative à la religion :   - Catholic Hierarchy
- Notice dans un dictionnaire ou une encyclopédie généraliste :   - Deutsche Biographie
- Notices d'autorité :   - VIAF
  - ISNI
  - BnF (données)
  - IdRef
  - GND
  - Belgique
  - Pologne
- « Louis Armand de Simiane de Gordes », dans Alphonse-Victor Angot et Ferdinand Gaugain, Dictionnaire historique, topographique et biographique de la Mayenne, Laval, A. Goupil, 1900-1910 [détail des éditions] (BNF 34106789, présentation en ligne)